# Nesolestes elisabethae
Nesolestes elisabethae – gatunek ważki z rodziny Argiolestidae. Owad ten jest endemitem Madagaskaru; stwierdzono go tylko w dwóch lokalizacjach – w północnej i środkowej części wyspy.